# Epidapus conciliatus
Epidapus conciliatus är en tvåvingeart som beskrevs av Werner Mohrig 2003. Epidapus conciliatus ingår i släktet Epidapus och familjen sorgmyggor.
Artens utbredningsområde är Costa Rica. Inga underarter finns listade i Catalogue of Life.